# Pocket Monsters RéBURST
Pocket Monsters RéBURST (ポケットモンスターRéBURST?, Poketto Monsutā Ribasuto) è un manga scritto da Mitsuhisa Tamura e Jun Kusude e disegnato dallo stesso Tamura, pubblicato su Weekly Shōnen Sunday dal 9 marzo 2011 al 10 ottobre 2012. Il manga si discosta molto dal resto delle opere basate sui Pokémon, divenendo un vero e proprio manga shōnen, ricco di combattimenti e scene d'azione. 
Il manga conta un totale di 77 capitoli racchiusi in 8 volumi.

## Trama
La storia segue le vicende di Ryouga, un ragazzo proveniente da un piccolo villaggio il cui unico desiderio è trovare il misterioso Arcades. Assieme a lui si unirà Miruto, una ragazza che sta indagando sulla misteriosa organizzazione GG (Great Gavel), e Yappy, che ha il desiderio di diventare il più grande giornalista del mondo e che inizialmente tradirà i protagonisti più volte. La GG sarà una loro grande nemica per tutta la durata della storia, poiché Ryouga possiede un Burst Heart originale, una pietra che permette al ragazzo di fondersi con un Pokémon.

## Terminologia
- Burst (バースト, Bāsuto): è una tecnica che permette di fondere una persona con un Pokémon, permettendo all'individuo di guadagnare i poteri e le immunità del Pokémon e aumentando le sue capacità fisiche. Chi usa il Burst è conosciuto come Guerriero Burst (戦士 Basuto Senshi). Per utilizzare il Burst bisogna temprare corpo e fisico, altrimenti si potrebbe perdere la vita. Se si viene sconfitti in forma Burst si torna automaticamente normali.
- Burst Heart (Bハート Basuto Hato): piccolo gioiello tascabile che contiene un Pokémon, sigillato in modo da fornire a chiunque la possibilità di fondersi con esso. Può essere paragonato ad una Poké Ball, in quanto in possesso di un Pokémon all'interno, ma è anche diverso a causa del fatto che esso non memorizza il Pokémon per essere rilasciato per un uso successivo. Se un cuore Burst è rotto, il Pokémon all'interno sarà liberato. Non è noto come sia fatto, ma Burst Heart artificiali (人工Bハート?) Sono stati creati dalla GG. Una persona può effettivamente essere inviata all'interno del proprio Burst Heart per connettersi meglio con il Pokémon all'interno. Nel Burst Heart di Ryoga è presente un campo in cui riposa Zekrom. Una volta che si arriva a questo punto, una chiave prende la forma di un giovane ragazzo per metterlo alla prova e vedere se lui è abbastanza degno di vedere Zekrom. Ryouga supera il test e il ragazzo torna ad essere una chiave, permettendogli di vedere Zekrom.
- Bussola di Luce (光の羅針盤): è una grande oggetto a forma di cristallo che permette di cercare i Burst Heart originali. Se uno di essi viene messo all'interno di uno dei sei incavi della bussola cercherà i Burst Heart nelle vicinanze. Se tutti i sei Burst Heart originali sono messi nelle fessure si sarà in grado di trovare Arcades.
- Survival Burst Heart: torneo di Guerrieri Burst ospitato dal navigatore Pauline. Chi vince ottiene ¥ 1.000.000.000 e i Burst Heart dell'altro concorrente.

## Personaggi
Ryouga (リョウガ?, Ryōga)
Ryouga è il protagonista della storia e come ogni personaggio principale del mondo Pokémon ha il padre che si trova in viaggio, nel suo caso partito con il misterioso Arcades che Ryouga vuole a tutti i costi trovare. In dieci anni si allena diventando fortissimo, in modo tale da sopportare la fusione con il Pokémon Zekrom. Per lui non esistono le parole "impossibile" e "inutile". Nel suo Burst Heart è racchiuso Zekrom e con il Burst ottiene il potere del tipo Elettro e del tipo Drago, oltre a una maggiore forza fisica.
Miruto (ミルト?, Miruto)
La prima compagna di Ryouga; è molto scaltra ed ha sempre con sé un blocchetto su cui annota tutto ciò che le succede.
Yappy (ヤッピー?, Yappy)
Giornalista freelance; somiglia ad un Pansage e vuole diventare il migliore giornalista del mondo. Molto vile ed inaffidabile.

### Great Gavel
Frode (フロード ?, Furōdo)
Il leader dell'organizzazione, ringiovanito con i progressi tecnologici. Concorrente del Survival Burst Heart, può usare il Burst con Bisharp, Reshiram, Samurott, Golurk e Zebstrika. Gli ultimi tre, dopo aver ottenuto il potere di Arcades, senza utilizzare il Burst.
Maggiore Hilgreitz ( ヒルグレイツ少佐?, Hirugureitsu shōsa)
Uno dei sette cavalieri di GG, usa il Burst con un Excadrill.
Zengai (ゼンガイ?, Zengai)
Un membro vile e che ama giocare sporco, usa il Burst con un Carracosta.
Yaza (ヤザ?, Yaza))
Un comandante della GG, usa uno strumento per rubare l'energia ai Pokémon di Fuoco. Il primo nemico di Ryouga che viene sconfitto facilmente.

#### Tre Generali
I tre generali (三闘将 San tōshō) sono dei membri di rango superiore ai Sette Cavalieri. Sono equipaggiati con Burst Heart dei Tre moschettieri.
Amu (アム?, Amu)
Un teenager che usa un Burst con Cobalion.
Ganku (ガンク?, Ganku)
Usa il Burst con Terrakion.
Rovy (ロビー?, Robi)
Usa il Burst con Virizion.

#### Ex membri
Hariru (ハリル?, Hariru)
Utilizza uno dei Burst Heart originali, contenente Zorua, che in seguito si evolverà in Zoroark. Inizialmente nemico, diverrà alleato per un breve periodo di Ryouga. Desidera inizialmente vendicarsi di Arcades che ritiene responsabile della morte del padre. Fa parte dei sette cavalieri.
Carola (キャロラ?, Kyarora)
Compagna di Hariru, una dei Sette Cavalieri, usa un Emboar per il Burst.

### Altri personaggi
Rend (レンド?, Rendo)
Amico di Garyuu, il padre di Ryouga, allena il ragazzo a controllare meglio il Burst. In passato ha combattuto la GG.
Karuta (カルタ?)
Rug (ラグ?, Ragu)